# Transaminare

Reacția de transaminare, de transfer dintre un aminoacid și un alfa-cetoacid

Transaminarea este o reacție biochimică prin care are loc transferul unei grupe amino la un cetoacid, obținându-se un nou aminoacid. Această cale metabolică este responsabilă de dezaminarea majorității aminoacizilor, când se pot obține aminoacizi neesențiali din aminoacizi esențiali.

## Exemple
Transaminarea are loc în organismele vii prin intermediul unor enzime denumite transaminaze sau aminotransferaze. De obicei, alfa-cetoglutaratul este principalul acceptor de grupă amino, devenind glutamat:
Aminoacid  + α-cetoglutarat ↔ α-cetoacid  + Glutamat
La rândul ei, grupa amino din glutamat se transferă oxaloacetatului într-o a doua reacție de transaminare consecutivă, cu obținere de aspartat:
Glutamat  +  oxaloacetat  ↔  α-cetoglutarat + Aspartat